# Alsophila (bướm đêm)
Alsophila là một chi the moth family Geometridae, phân họ Alsophilinae. Chi này đáng chú ý vì chúng lưỡng tính dị hình dẫn đến việc cánh giảm lớn ở con cái để chúng không thể bay. Con bướm bay vào cuối mùa thu hay đầu mùa xuân.

## Các loài
- Alsophila aceraria ([Denis & Schiffermüller], 1775)[1]
- Alsophila acroama Inoue, [1944]
- Alsophila aescularia – tháng 3 Moth ([Denis & Schiffermüller], 1775)[1]
- Alsophila bulawski Beljaev, 1996
- Alsophila foedata Inoue, 1944
- Alsophila inouei Nakajima, 1989
- Alsophila japonensis Warren, 1894[1]
- Alsophila kurentzovi (Viidalepp, 1986)
- Alsophila murinaria Beljaev, 1996
- Alsophila pometaria – Fall Cankerworm Harris, 1841
- Alsophila vladimiri Viidalepp, 1986[1]
- Alsophila yanagitai Nakajima, 1995
- Alsophila zabolne Inoue, 1941[1]